# Отто Бючлі
І́оганн А́дам О́тто Бю́члі (нім. Johann Adam Otto Bütschli; 3 травня 1848, Франкфурт-на-Майні — 2 лютого 1920, Гейдельберг) — німецький зоолог, протистолог, палеонтолог, цитолог, дійсний член Німецької академії наук «Леопольдина» (1888), лауреат Медалі Ліннея (1914).